# نواف المطيري (لاعب كرة قدم سعودي)
نواف المطيري (مواليد 7 مارس 2001) هو لاعب كرة قدم سعودي يلعب حاليًا في نادي الجبلين و مثل سابقاً منتخب السعودية للشباب.

## نادي النصر
يمثل اللاعب نادي النصر في المراحل السنية ووقع أول عقد احترافي مع النادي مطلع عام 2020 و أعير إلى نادي نجران ونادي العروبة ولعب بعدها مع نادي الجبلين.